# 人群管理特別用途車

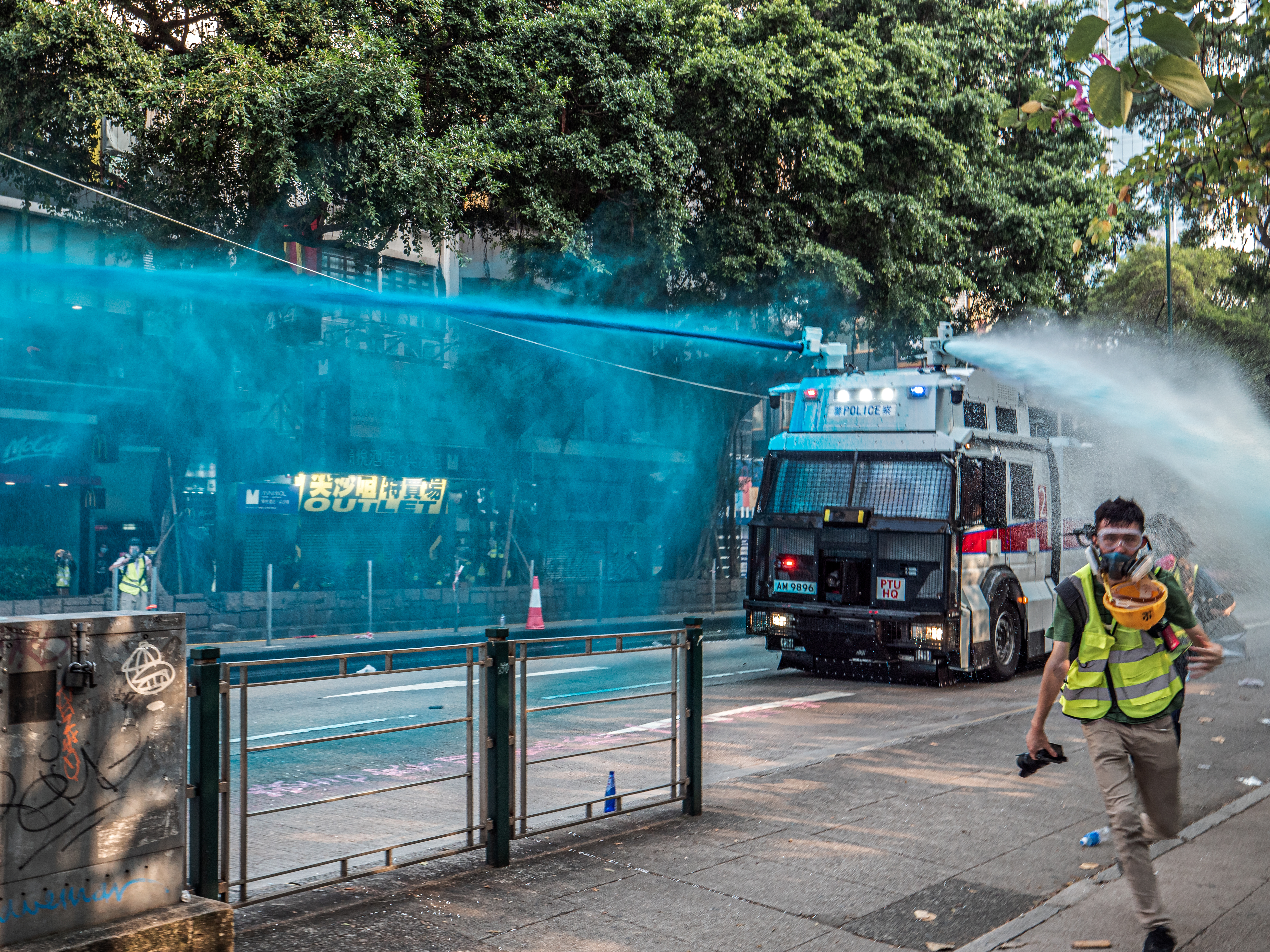
2號水炮車在2019年10月20日九龍遊行射出藍色「顏色水」

人群管理特別用途車，俗稱「水炮車」，是香港警務處（下稱「警方」）採購的車輛，共以1,659萬港元購買三輛。水炮車配備噴水裝置，在有需要時用以驅散使用暴力衝擊的示威人士，或制止嚴重危害公共安全及公共秩序的行為，並在為達至以上目的時，在示威人士與警察之間製造安全距離，減少示威者和警察因正面衝突而受傷的機會。
2019年8月25日，荃葵青遊行舉行，當日水炮車首次出動，並曾兩度射水，分別欲嘗試清除障礙物（但不成功）及驅散示威者。警方在2019年8月31日的示威再次出動水炮車，並三度射水，其中兩次更發射藍色水劑，是警方首次以水炮車發射「顏色水」。香港的人权組織和民主派對水炮車的威力存在質疑，並引述外國報導，指水炮車會致傷，要求警方公開使用水炮車指引，惟警方拒絕。警方也被人权观察等組織指以水炮車噴射使皮膚灼痛的化學劑。水炮車在2019年10月20日九龍遊行示威時向沒有示威者的九龍清真寺兩度發射藍色催淚水劑的事件也引起了爭議。

## 歷史

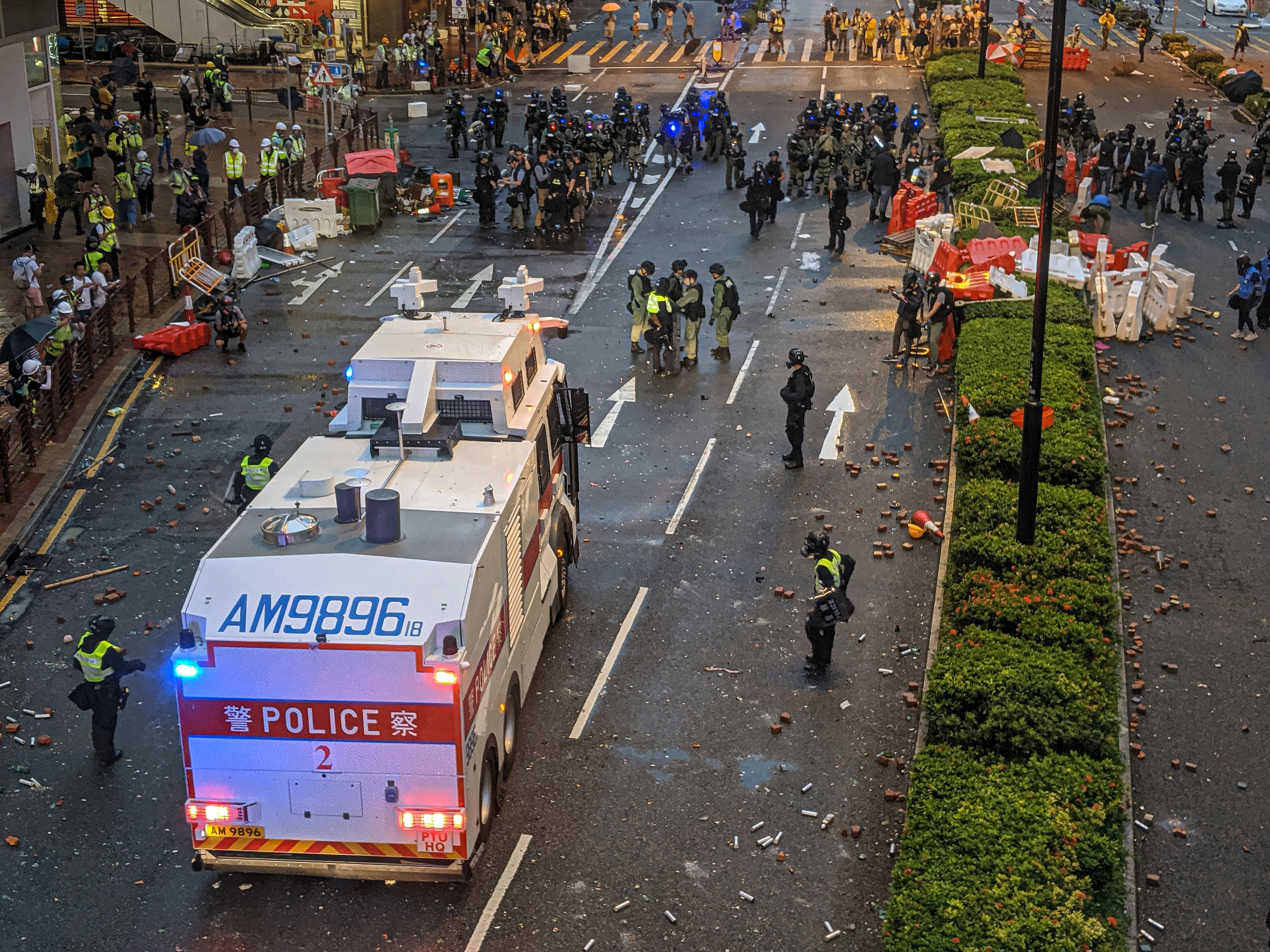
水炮車於2019年8月25日荃葵青遊行首次出動，圖為2號水炮車

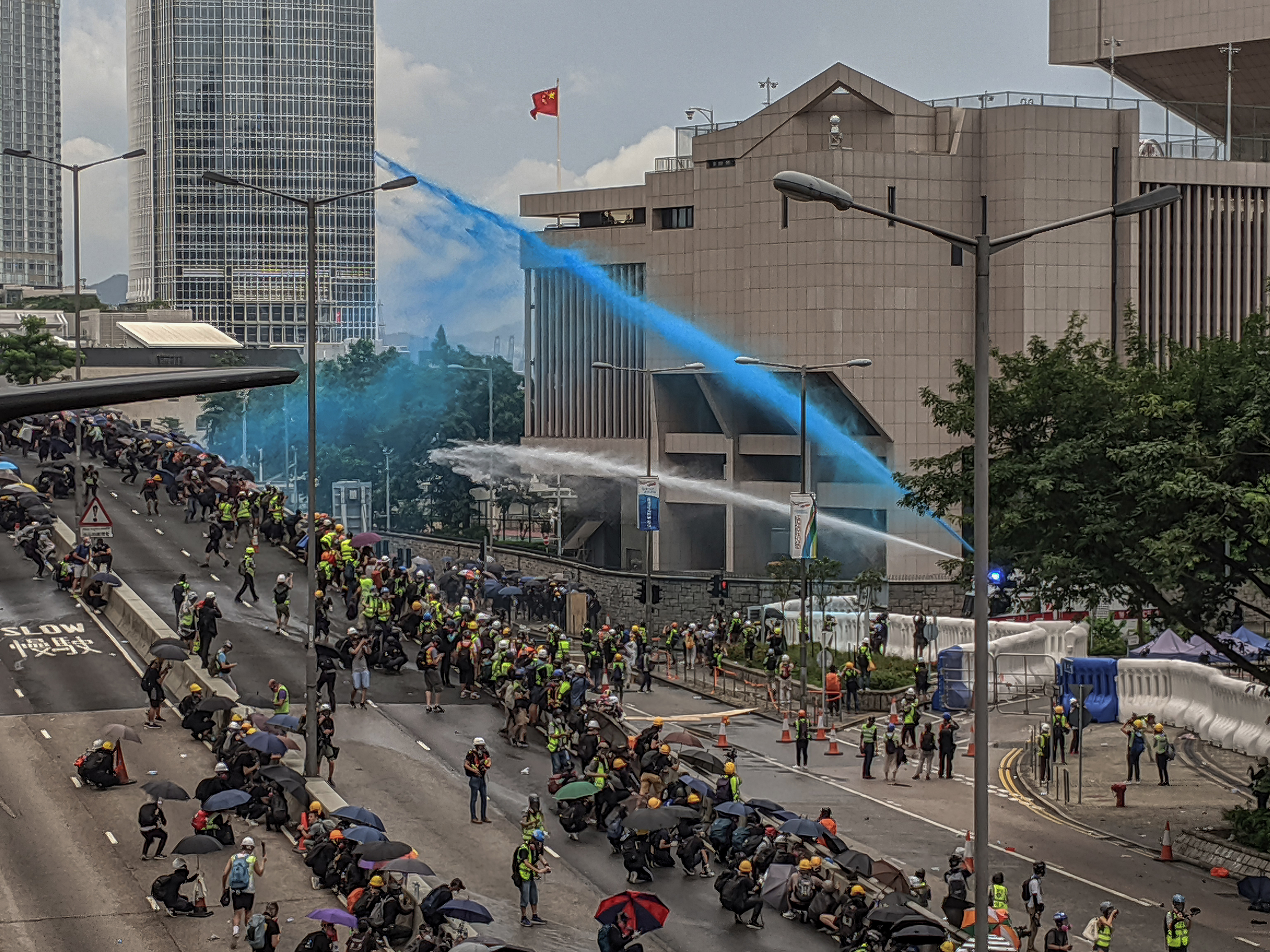
水炮車在2019年8月31日金鐘示威中首次發射藍色「顏色水」，圖右為2號水炮車

2014年佔領行動後，警方計劃斥資2,700萬港元購入三輛水炮車。2018年1月，保安局官員在立法會上稱，水炮車預計於當年上半年付運、年底投入服務，正制訂指引及培訓計劃等。水炮車是透過仁孚行採購，車輛採用平治生產的卡車底盤，並由法國的特殊車輛廠商裝配車身及裝備。《自由西方媒體》（Free West Media）引述法國新聞媒體《CNews》報導，法國媒體曾於2019年6月向當地一家供應特殊車輛的企業“軍械控股”（Armoric Holding）查詢，該企業的首席執行官弗雷德里克·路易（Frédéric Louis）在受訪時證實，轄下的車輛製造商埃松保安（Essonne Sécurité）在2016年收到來自香港的訂單，為香港警方製造三輛配備水炮的防暴車輛，這份合約總值200萬歐元，這三輛水炮車亦已經付運。
2018年5月22日，首輛水炮車在當日早上經水路運抵葵涌貨櫃碼頭，登岸後被運往代理商仁孚行位於新界北區的商用車維修中心停放。同年6月，保安局在對立法會議員毛孟靜提出的質詢書面回覆指，其餘兩輛水炮車預計最早將於當月內付運。2019年1月，時任警務處處長盧偉聰表示，其正為早前購入的三架水炮車編寫使用守則和相關訓練課程，將參考外國例子。他指去年12月已有其同僚到法國交流，等待守則和課程編寫完畢後，將會為警務人員提供訓練課程，又預計水炮車最快將於當年第二季投入服務。盧偉聰指，屆時將向獨立監察警方處理投訴委員會（監警會）、立法會議員以及傳媒示範水炮車應用及導覽。

### 路面測試及示範
2019年7月30日，水炮車正式進行路面測試。水炮車在當日早上於車頭及車尾掛上「路面測試」，在粉嶺警察行動基地內兜圈試車，其後駛出基地，於青山公路試路，惟未有試射水，水炮被綠色布包裹。水炮車下午1時35分及下午3時，兩度沿青山公路駛往粉嶺公路，途經古洞、新田，最後在錦繡花園附近折返粉嶺機動部隊行動基地進行路試。首次路面測試為時約一小時。第二次路試回程時，左方水炮布罩脫開，露出白色噴水裝置。水炮車全程車速平均約每小時40公里。三輛水炮車現存放於粉嶺機動部隊行動基地。
8月12日，警方正式向參與立法會保安事務委員會的議員示範水炮車的功力；時任警務處副處長鄧炳強同日稱，三輛水炮車隨時可動用，會視乎行動需要，運用催淚彈或水炮車驅散人群。示範中，警方以連續水柱模式射向20米、30米及40米距離，假人中水柱後即時退後約8米。

### 規格

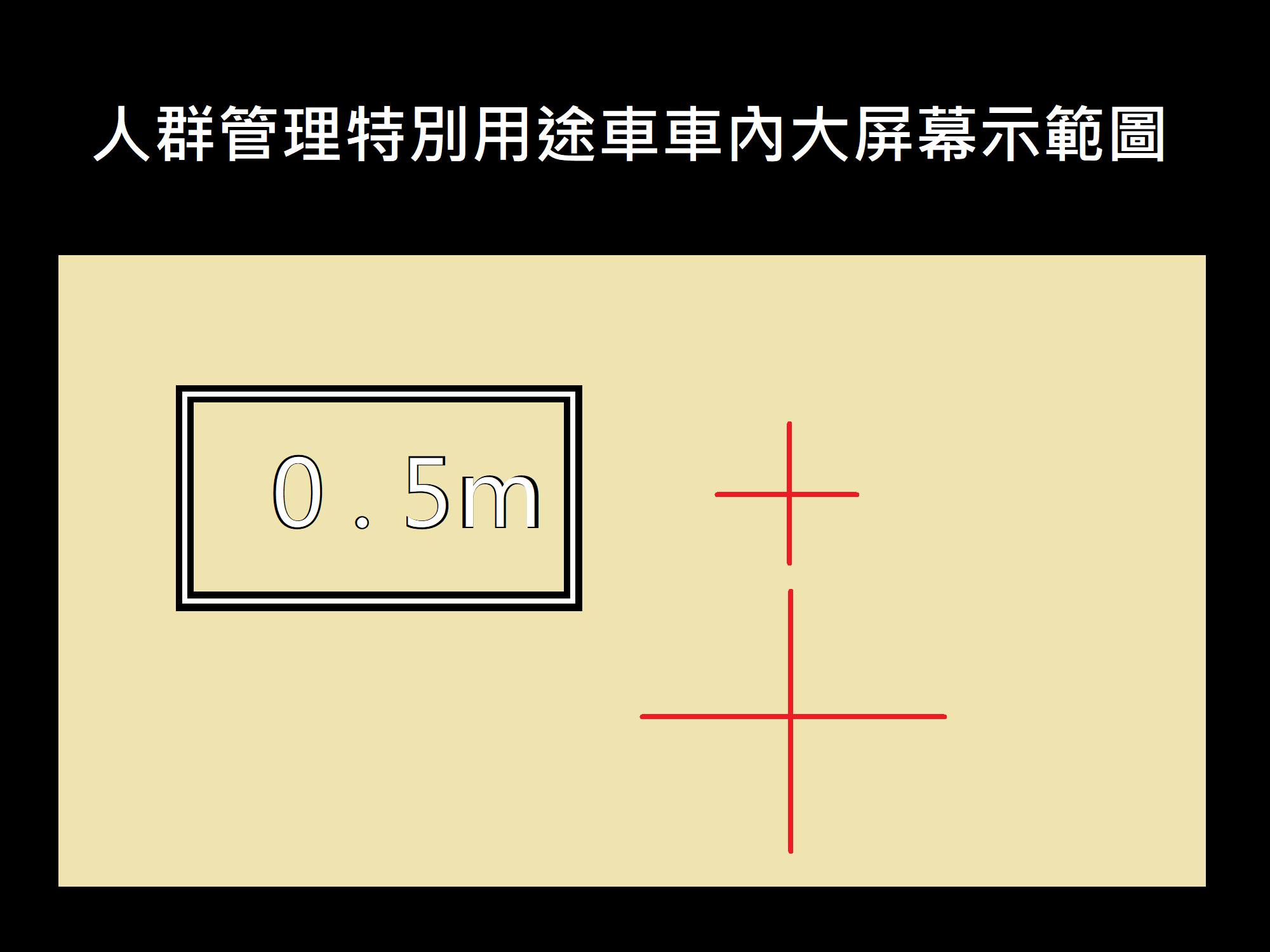
水炮車車內大屏幕示範圖，根據《香港經濟日報》報導的配圖而製作

水炮車長8米、寬2.55米，並設有一個容量為6,500公升的水箱和催淚溶液儲存裝置。水炮車可配備15支不同大小的水炮，其中主炮有兩支，皆位於車頂，每分鐘各可射出1,200公升水，水壓達1,000千帕，並可環迴360度射水，車頂主炮由司機位的槍型搖桿控制；兩枝水炮需要配備探射燈、雷射測距儀、以及最低照度為0.5勒克斯的攝錄機，以確保在漆黑環境下，仍能準確描準目標。車輛噴出的水柱，有不同的模式及用途，包括不同射程、噴灑或水柱噴法等。除噴水外，水炮車也可噴射混有顏料或催淚煙的水劑，另亦可噴射泡沫。車內也設有空氣過濾系統，以防止有毒氣體滲入車身。水炮車亦配置話音廣播系統，可向示威者發出警方的勸喻、警告或其他訊息。水炮車的左右車頂各有360度攝錄鏡頭。
每輛水炮車均設置5個座位，水炮車在出動時均會有4名警員負責執勤，當中包括1名警署警長階級的警務人員負責水炮車的整體操作；2名警長階級人員負責控制車頂2個噴水裝置；以及1名警員負責駕駛，剩餘1個後備座位以供不時之需。
由於水炮車水缸容量為6,500公升，惟僅車頂兩支水炮，便要每分鐘最少能射出1,200公升水，故英国機械工程師學會院士盧覺強曾估計，水缸內的水在三分鐘內即會耗盡，並預計水炮車出勤時要一直接駁街井補給水資源。
根據《香港經濟日報》報導，《城市廣播》拍攝水炮車的車內情況的鏡頭顯示，水炮車的車外鏡頭會即時接駁到車內的大屏幕，車內的大屏幕能清楚顯示測距儀及紅色準星，而警員可以透過控制桿轉移不同角度和目標。街上人群的人臉大致清晰可見，而當車輛等駛過，或稍為轉移角度，測距儀數字亦會即時更新改動。

### 正式投入使用

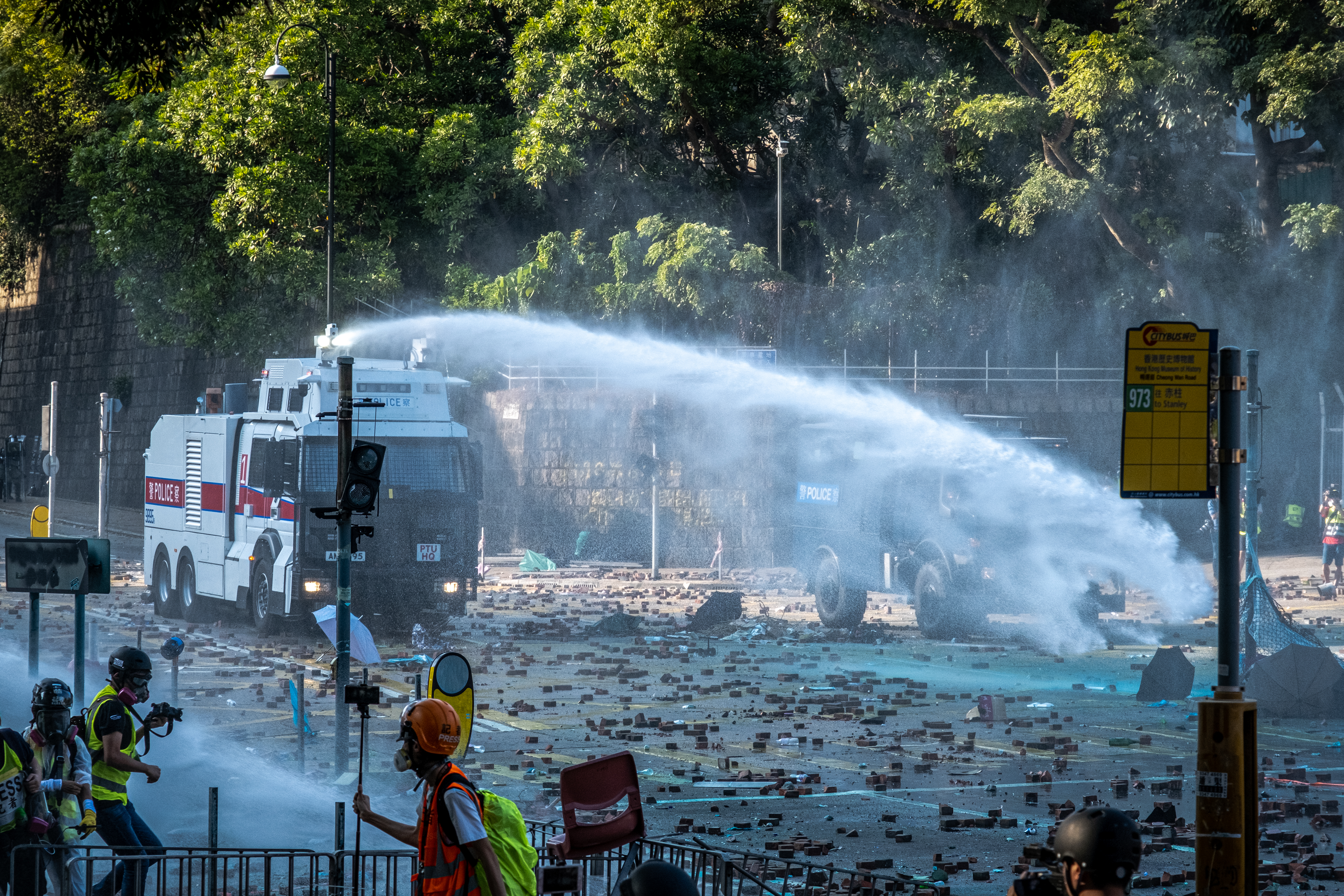
香港警察在理工大學衝突期間使用水炮車驅散示威者

2019年8月25日下午，新界荃灣區和葵青區舉行遊行集會（荃葵青遊行），水炮車首次出動，並於6時10分左右在大河道向路上水馬射水以嘗試清除障礙物（但不成功），及於6時55分左右在德士古道射水以驅散示威者。31日，金鐘一帶爆發警民衝突，警方第二度出動水炮車，並三次發射水炮，其中兩次更發射藍色水劑，乃首度以水炮車發射藍色的「顏色水」，其間曾向天噴灑，以及使用水柱模式。10月20日，警方在處理當日的反對逃犯條例修訂草案運動示威時，使用水炮車向沒有示威者的九龍清真寺兩度發射藍色催淚水劑，使清真寺被「染藍」，而在寺外的人都被射中，其中部分人更需要前往醫院驗傷；事件引起多方對警方做法的批評。

### 新購水炮車
2021年12月，警方再斥資990萬港元新購3輛由北京安龍科技集團生產、採用中國重型汽車集團生產的卡車底盤的水炮車。新水炮車是根據警方要求及香港環境度身訂造，因此新車體積比法國製的小。

## 使用規定及效果

### 使用規定
根據警方提供予立法會保安事務委員會用於2019年5月7日針對水炮車的討論的討論文件，水炮車在有需要時用以驅散使用暴力衝擊的示威人士，或制止嚴重危害公共安全及公共秩序的行為，並在為達至以上目的時，在示威人士與警察之間製造安全距離，減少示威者和警察因正面衝突而受傷的機會。警方在使用水炮車前，會進行風險評估。如果警方認為有機會或已經出現大範圍或嚴重公眾騷亂，導致嚴重傷亡、財產被大肆破壞，或通過佔用主幹道堵塞交通等情況，對公眾秩序或公眾安全造成重大影響，警方方會考慮出動水炮車。不低於總警司階級的現場指揮人員可因應相關實際現場情況請求調配水炮車，而正式出動則須由警務處助理處長（行動）批准；使用噴水裝置會先警告，並在達到合法目的後，須立即停止使用。使用水炮車時，水壓會由小至大調校，水會集中射向下肢。香港的人权組織和民主派對水炮車的威力存在質疑，並引述外國報道，指水炮車會致傷，要求警方公開使用水炮車指引，惟警方拒絕。

### 使用效果

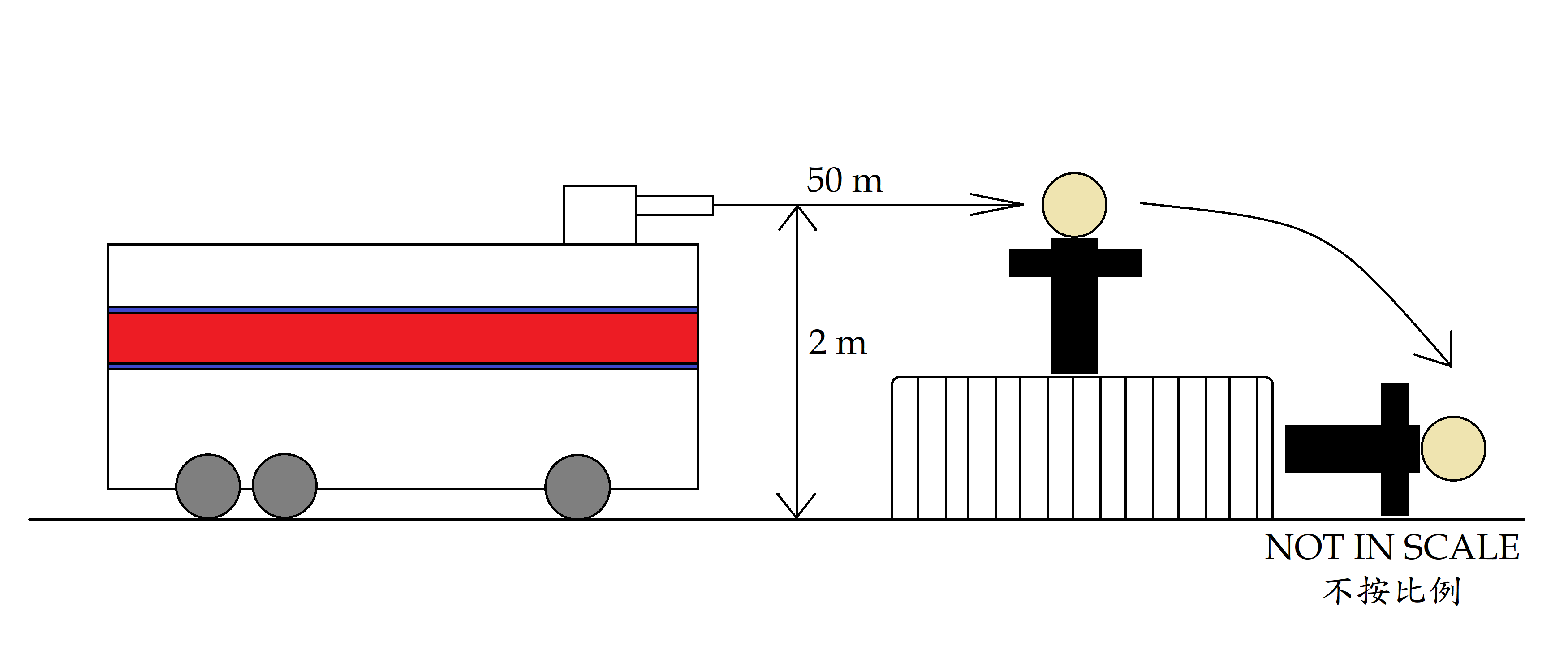
水炮車威力示意圖，可見示威者可被水炮車從兩米高的地方射至倒地

水炮車正式投入使用前，英國機械工程師學會院士盧覺強與公共專業聯盟政策召集人、工程師黎廣德曾根據政府招標文件資料計算出，在50米內的不同距離，以不同角度發射，水炮威力會達145磅至200磅，如體重比水力輕的人士可能被射至抛起。以如此程度的水力擊中人體，急症室專科醫生馮顯達表示，如射中人的四肢及身軀，最多只會瘀傷，但若直射雙眼，因视网膜、眼球等都是軟組織，有機會令其破損，短暫影響視力，甚至永久失明。如水中含催淚煙，有機會令雙目發炎，而射進鼻腔也有機會令人氣喘。時任警察機動部隊副校長陳健國在2019年8月12日向香港立法會保安事務委員會議員示範水炮車的功力時則表示，任何人在受水炮車攻擊後，會感到不舒服，並會被弄濕。
水炮車正式投入使用後，10月20日，警方在處理當日的反對逃犯條例修訂草案運動示威時，使用水炮車向沒有示威者的九龍清真寺兩度發射藍色催淚水劑，使在寺外的人都被射中，其中部分人更需要前往醫院驗傷。11月17日下午，一名《癲狗日報》的攝影記者在香港理工大學外圍遭水炮車的水柱射中，頭部流血，當場休克，送院治理。《癲狗日報》總編輯梁錦祥後來發聲明表示，該記者經診斷後，證實後腦骨折，並有腦部出血，須進行手術抽出瘀血，而其腰部亦受嚴重傷害。

### 配合顏色水劑使用
警方亦在水炮車發射的水炮加入顏色水劑，以辨別示威者。曾任機場特警隊主管及協助成立反恐特勤隊的前警司黎家智在水炮車正式投入使用前曾表示，若水炮車加入顏色水劑，警方需研究避免一般市民或途經車輛被「顏色水」射中而遭誤認為示威者的問題，相信要在較空曠路面及示威者較聚集下才會使用。在8月31日金鐘一帶的警民衝突中，警方首度以水炮車發射藍色水劑，一名被警方的「顏色水」射中的示威者的手臂明顯有藍色痕跡，並稱感到刺痛，而夏慤道馬路被顏色水染藍，即使在大雨中亦未能洗走。警方曾稱「顏色水」是對人無害的食用染料，有機會會殘留在衣物及皮膚表面，以供警方辨識示威者是否曾在現場。綠色和平在2019年10月對警方以水炮車發射的「顏色水」進行的化驗的初步化驗結果顯示「顏色水」含有黏合劑，並推測「顏色水」有機會含有有害催淚溶液或另外兩種催淚性有毒化合物。

## 爭議
2018年1月，立法會議員梁繼昌根據《基本法》第73條動議傳召盧偉聰到立法會作證，解釋警方買入水炮車的用途。並提出對於香港地方狹窄，用水炮車控制人群可能帶來危險的憂慮。公民黨議員郭家麒則認為警方企圖誤導公眾，以為水炮是安全的武器，並強調水炮屬於大殺傷力武器，距離不足10米發射，水壓可達175磅。當時出席會議的保安局局長李家超反駁，指警方已小心參考外國大型公眾集結的經驗，包括使用不同水壓和方法驅散示威者，亦為此制定嚴謹守則和操作指引，操作人員同時須接受訓練和嚴格遵守守則，以減少受影響人士受傷機會。傳召議案最終被否決。會上，建制派議員何君堯發表了一些爭議性言論，包括稱相信警方未用前一定會裝滿水，用的時候一定會對準，若時任人民力量議員陳志全在現場，就會對準些，否則「拿一枝水槍來清洗旁邊的街道？那當然是不對的」，射完還可問是否需要肥皂，順便洗完澡才回家。他也稱用水炮車勝於用大炮車，並反問「難道用機關槍嗎？」，並形容香港未有水炮車是「較西方走慢了40年」。

### 拒絕公開使用指引
2018年5月，首輛水炮車到港。6月，立法會議員毛孟靜向保安局提出質詢。保安局的書面回覆指，其餘兩輛水炮車預計最早將於當月內付運。答覆亦指，警方正草擬有關使用水炮車的指引及培訓計劃，並會安排車輛製造商為人員培訓及示範，警察機動部隊會負責相關人手訓練及編排。雖然仍是草擬指引階段，不過就會否有關使用守則及操作指引，保安局就以屬行動細節及涉警方戰術部署，表明拒絕公開。毛孟靜對此譴責，稱政府視水砲車為秘密武器，是將警方及市民放於對立位置，而使用守則欠透明度，令港人不安。當月29日，民權觀察等22個團體發起聯署行動，促請警方公開有關水炮車的使用原則及指引，並參照國際要求，納入多項人權原則，如禁止無差別攻擊、禁止向示威者頭部發射等。民權觀察成員沈偉男表示，外國不乏有示威者因為水炮車而受傷的個案，而香港是首次引入水炮車，道路環境較外國更複雜及狹窄，憂慮在香港使用水炮車會更客易造成傷害，促請警方評估實際環境制定合理準則。該組織成員王浩賢指，參考英國國會文件提到，水炮車的水壓過強會令示威者颈椎受創，或被水柱推向欄杆等街道物件而受傷，「可以是致命武器。」從香港過往集會可見，會使用到直幡等物件，若發射水炮會增加危險。
2019年5月，立法會保安事務委員會討論警方引入水炮車一事。民主黨議員鄺俊宇質詢保安局時，批評討論文件沒有披露水炮車射水時可製造出多大水壓，若有人被射中會否致盲，「有醫生提到直接射眼部可致盲。」保安局副局長區志光表示，若有需時使用水炮車時，壓力會由小至大，「會集中（射向）下肢，而不是身體其他部分。」在鄺俊宇追問之下，區志光指出，警方使用設備時有戰略考慮，每一個裝備到底如何使用，在什麼情況下使用，與現場環境考慮有關，「警方無打算公布（水炮）車的水壓，若有人掌握到，會針對警方戰略或有其他措施，減弱了警方使用裝備效能。」區志光再補充，水炮車用途主要將人群隔開，沒有正面回應警方的水炮車直接射中眼部會否導致失明。另一民主派議員區諾軒指出，其他國家規定水炮車的指引，包括與人群距離至少10米才可使用水炮車以及有絕對需要下才使用，但警方沒有公開指引。區志光則簡單回應，稱購買水炮車讓警方行動多一個選項，大大減低警方、暴動份子受傷情況，或兩群敵對份子的受傷情況，只會在大範圍、嚴重公眾騷亂情況下才使用。

### 水炮車示範造假
2019年8月12日，警方向立法會保安事務委員會議員示範，警方以連續水柱模式射向20、30、40米距離，假人中水柱後即時退後約8米。由於警方未有透露假人重量，民主派議員因此批評示範「造假」。毛孟靜質疑假人被注滿水，重數百磅，令示範未能反映實況；陳志全稱，放在距離水炮車20米的假人，3名議員也無法抱起，但他可抱起放於40米外的假人，批評示範「造假」；民主黨議員林卓廷則批評警方故意淡化水炮車威力。民建聯議員、立法會保安事務委員會主席陳克勤則認為日後警方人群管理多了一個選項是好事。「民間記者會」發言人就稱，抗爭者會想辦法應對警方使用水炮車。

### 向清真寺發射藍色水炮

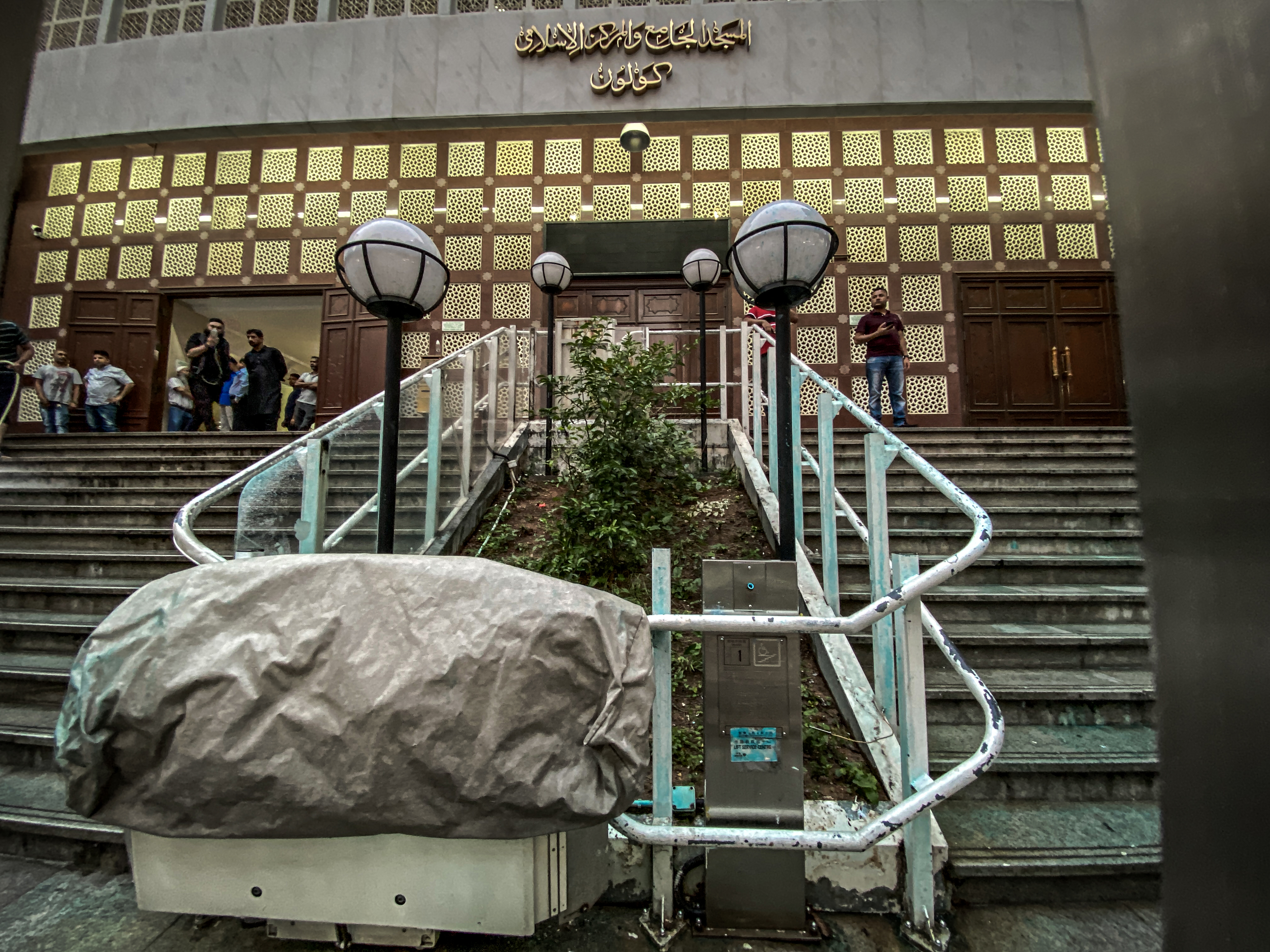
香港警察向九龍清真寺發射藍色水炮事件，清真寺正門的樓梯佈滿藍色水跡

2019年10月20日，警方在處理當日的反對逃犯條例修訂草案運動示威時，使用水炮車向沒有示威者的九龍清真寺兩度發射藍色催淚水劑。事件中除了導致清真寺被「染藍」，在寺外的人包括印度協會前主席毛漢、香港融樂會成員、多名市民及立法會議員譚文豪等都被射中，其中部分被射中者前往醫院驗傷。21日，行政長官林鄭月娥及警務處處長盧偉聰等人於早上約11時到達九龍清真寺，全程逗留約25分鐘。其後清真寺首席教長穆罕默德·阿沙德（Muhammad Arshad）等人向傳媒表示林鄭月娥及警方已就事件作出真誠道歉，解釋是水炮車「誤中」清真寺。不過，後來《香港經濟日報》發現水炮車內的大屏幕清楚顯示測距儀及紅色準星，而警員可透過控制桿轉移不同角度和目標，並推翻警方聲稱向清真寺「誤發」藍色催淚水柱的說法。

### 混入化學劑
綠色和平在2019年10月對警方以水炮車發射的「顏色水」進行化驗，並在24日表示初步化驗結果顯示「顏色水」至少含有色素以及黏合劑，但仍未能完全分析所有成份。綠色和平推測，「顏色水」有機會含有包含天竺葵酸香蘭基酰胺（PAVA）的有害催淚溶液，或另外兩種催淚性有毒化合物苯酰甲基氯（CN）與鄰-氯代苯亞甲基丙二腈（CS）。《香港01》曾向警方查詢有有關事宜，惟警方發言人避答。人權觀察亞洲主管布萊德·亞當斯（Brad Adams）在2019年12月評論國際專家組集體辭職離開監警會一事時，提及到警方使用水炮車噴射有害化學劑。他指，水炮車在國際上只使用清水及僅作驅散之用，從未聽聞其他國家的警察會用水炮噴射使皮膚灼痛的化學劑，並對於警方將傷害皮膚的化學劑混入水炮發射感到震驚及憂慮。亞當斯稱：「水炮車目的不是傷害人，而是用作驅散，對吧？在水中加入相信有毒性、會傷害皮膚的化學劑，究竟有何目的？」他質疑警方故意混入有毒化學劑，並提出必須就藍色水劑的成份進行測試。

## 其他
2016年3月，社交網站Facebook流傳一張水炮車在香港的相片。該水炮車的車頭掛上香港俗稱「T牌」的試車牌照，車身全為藍色，車頂及車頭位置共設有3支水炮，外型跟香港警方招標文件的設計草圖甚相似，並令網民以為警方的水炮車已付運抵港。不過消息指，該輛水炮車並非香港警方使用，其真正買家是澳門治安警察局，仅是过境香港葵涌貨櫃碼頭时在香港短暫停留，但仍需申請「T牌」。消息又指，香港警方購買水炮車的招標在當年2月26日截標，目前還在審閱各承建商的標書，至4月至5月才會批標，故暫不會有水炮車到港測試。警方其後亦在Facebook留言謂「（即使經）網購（訂購）都沒有那麽快（送貨）！招標過程仍在進行⋯⋯」。澳門治安警察局的水炮車為其特警隊所轄，平時用於驅散滋事份子，而在颱風山竹吹襲澳門期間，澳門治安警察廳則一度使用水炮清洗西灣大橋下層，以儘快恢復通車。
同年5月，社交平台Facebook傳出警方接收香港消防處的「泵車」作水炮車用，並引起網民關注，有指該做法屬於「侮辱消防車」。警方發言人稱，警務處根據《物料供應及採購規例》，從消防處接收一輛退役消防車，警方現階段利用該車進行研究及訓練等用途。該車原本是消防處的「泵車」，警務處接收後，會給予機動部隊、反恐特勤隊等訓練之用，以訓練應對災難、生化事故、恐襲等時，如何配合消防處行動。該「泵車」並非外界所猜測為仿製水炮車，其外型和性能與擬購的水炮車都相距太遠，只會於訓練時模擬消防車灑水救火。經警方改裝的「泵車」除顏色有所不同外，於所有車窗外，以至車頭燈上都裝上鐵網，以防止玻璃被打破。